# Elisa Piqueras
Elisa Piqueras Lozano (Albacete, 30 de gener de 1912 - València, 29 de novembre de 1974) va ser una pintora, escultora i professora espanyola.

## Primers anys i formació
Piqueras va néixer a Albacete, però es va traslladar a València per a estudiar a l'Escola de Belles Arts de Sant Carles, on va conèixer el que seria el seu marit, Juan Renau Berenguer, ja que tots dos formaven part de la Federació Universitària Escolar valenciana. En el curs 1930-31 va obtenir matrícula d'honor en l'assignatura d'Anatomia artística. La Fundació Roig li va atorgar un premi de 100 pessetes en aquesta disciplina.

## Compromís polític
El 1933 va participar en l'III Congrés de la Unió Federal d'Estudiants Hispans representant els seus companys per la delegació de Belles Arts al costat de Manuel Edo, Amparo Muñoz, Juan Renau i Eduardo Muñoz Orts.
Es va adherir a la Secció d'Arts Plàstiques de l'Aliança d'Intel·lectuals Antifeixistes en produir-se el cop d'estat del 18 de juliol de 1936. El 1937 va col·laborar en l'organització de l'II Congrés Internacional d'Intel·lectuals per a la Defensa de la Cultura.
Va col·laborar en les campanyes del Socors Roig Internacional. Va participar activament en l'Agrupació de Dones Antifeixistes i va formar part de la II Conferència Nacional de Dones Antifeixistes celebrada a València el 1937 al costat d'Emilia Elías, Carmen Manzana i Dolores Ibárruri.

## Activitat artística
Va participar dels moviments de renovació plàstica sorgits a València als anys trenta i va presentar obra seva en exposicions col·lectives com les celebrades a la sala Blava d´Acció d´Art, a l'Ateneu Mercantil i al Cercle de Belles Arts. Va fer retrats, i va conrear l'obra pictòrica i escultòrica, com el bust de Juan Renau, datat al voltant de 1935, i de l'existència del qual només se'n conserva una fotografia. També va fer obra gràfica com Unamuno i la religió (1936-38).
Va fer vinyetes per al diari Verdad, dirigit per Max Aub, i per a la revista Nueva Cultura. Va col·laborar amb la seva cunyada Manuela Ballester en el disseny de la revista setmanal Pasionaria, la revista de les Dones Antifeixistes de València. En la seva obra gràfica s'aprecia la influència dels Capritxos de Goya.
El 1938 es va traslladar a Barcelona, on va ser professora de dibuix a l'Institut per a Obrers d'aquesta ciutat. Va presentar diversos esbossos per a un concurs de condecoracions convocat pel Ministeri de Defensa Nacional i va obtenir el primer accèssit a l'esbós de la Medalla dedicada a la Segona Guerra de la Independència.

## Exili
Al gener de 1939 va travessar la frontera a peu pel Perthus, després d'haver estat en el camp de concentració de Argelès-sud-Mer; es va reunir amb el seu marit i tots dos van marxar a Colòmbia, ajudats per José María Ots Capdequí, antic professor de tots dos. El 1946 es van instal·lar a Mèxic, on va treballar en el taller artístic de la família Renau Ballester. A Bogotà van treballar en publicitat comercial, i a Mèxic van fer cartells per a la indústria del cinema.
Després de tornar a València el 1957, va deixar de pintar professionalment. Va morir als 62 anys.

## Reconeixement
A Albacete, Piqueras ha estat reconeguda donant el seu nom a un carrer i en una publicació de ABIBA, l'Associació de Bibliotecàries i Bibliotecaris d'Albacete.